# 新郷村営バス

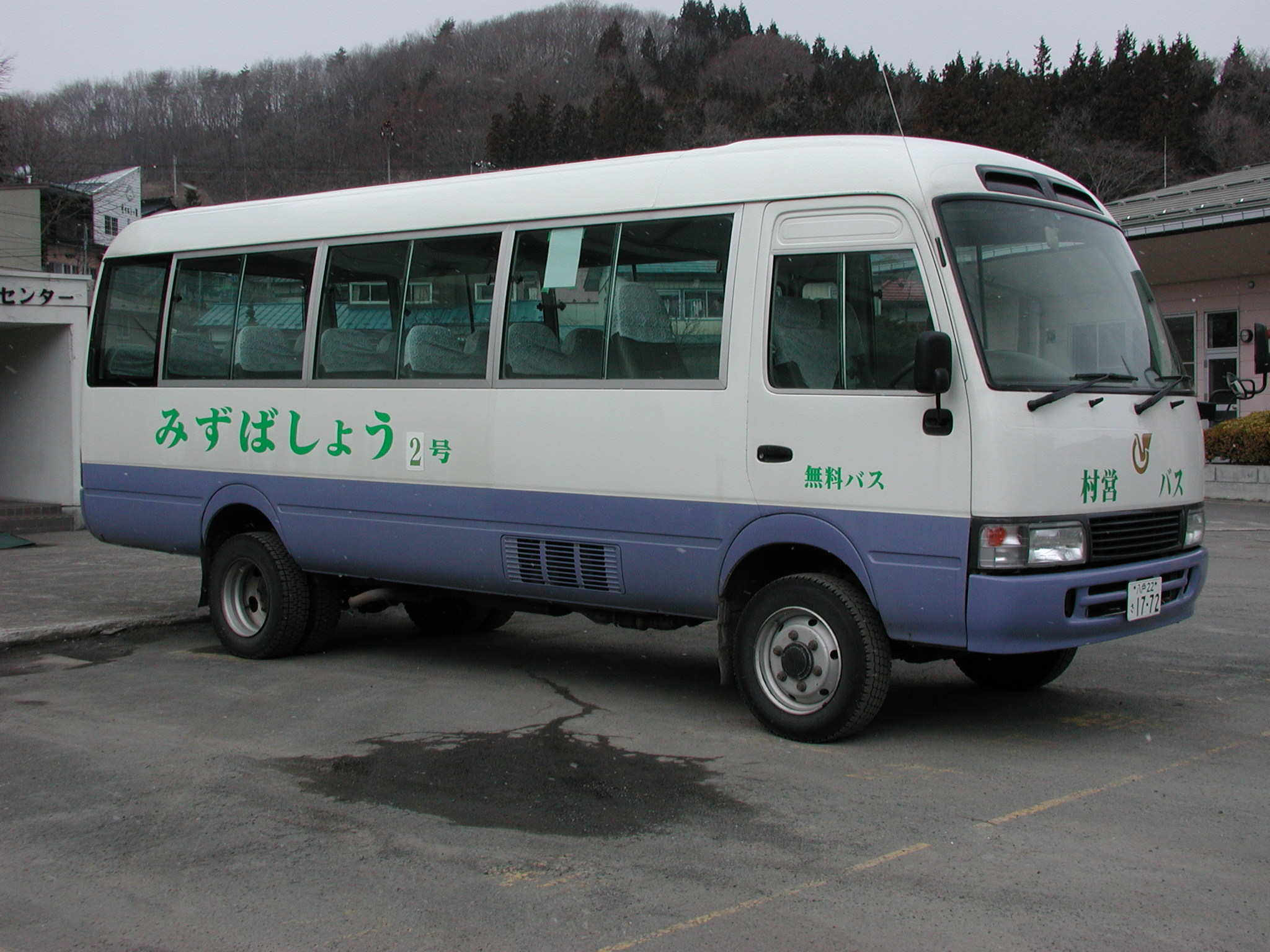
新郷村営バスで使われる車両（2009年3月撮影）

新郷村営バス（しんごうそんえいバス）は、青森県三戸郡新郷村が直営で運営する村営バスである。

## 概要
新郷村内の公共交通は永年南部バスによって行われていた。しかし村内路線の大半は赤字路線であり、村民の間では「空気を運ぶバス」と危惧した。
そこで村では検討を重ねた結果、これ以上南部バスに補助金を出すよりも村直営で無料のバスを走らせた方が良いという結論に達し、19xx年村営バスを導入した。なお、南部バスとの接続は金ヶ沢・中ノ平/診療所・西越局前バス停となっている。
全線、日曜と祝日は運休となる。

## 運行
村所有の白ナンバー車を使用し、岩手県北自動車㈱南部支社五戸営業所に業務を委託している。

## 路線
いずれも南部バス廃止代替路線となっている。
羽井内線
役場 - 金ヶ沢 - キリスト公園前 - ピラミッド入口 - 羽井内
北川目線
役場 - 中ノ平/診療所 - 女ヶ崎 - 荒巻中央 - 下後藤（月曜のみ）
役場 - 中ノ平/診療所 - 女ヶ崎 - 荒巻入口 - （大藪・木曜のみ）- 長崎 - 岡谷地（火曜・木曜のみ）
役場 - 中ノ平/診療所 - 女ヶ崎 - 荒巻中央 - 一ノ沢（金曜のみ）
役場 - 中ノ平/診療所 - 女ヶ崎 - 川代集会所前 - 荒巻入口 - 長崎 - 大畑　
役場 - 中ノ平/診療所 - 女ヶ崎 - 荒巻入口 - 長崎
笹向 → 長崎 → 荒巻入口 → 桂橋 → 中ノ平/診療所 → 役場（火曜のみ）
西越線
役場 - 西越局前 - 大谷地入口 - （浮口・月曜と木曜のみ） - 細野 - 上横沢
役場 - 西越局前 - 西越田中 - 栃窪 - 堂ヶ前（火曜のみ）
役場 - 西越局前 - 堂ヶ前 - 栃窪 - 西越田中（金曜のみ）

## 車両
小型マイクロバス3台（村所有の白ナンバー車）での運行